# Tentación (telenovela)
Tentación es una telenovela chilena, escrita por Sebastián Arrau, dirigida y producida por Herval Abreu, emitida por Canal 13 durante el segundo semestre de 2004. 
Está centrada en las relaciones tormentosas, el amor sin edad y la venganza. Otros temas tocados fueron la infidelidad, los matrimonios desgastados, la obsesión y el valor de la familia. Es protagonizada por un reparto coral encabezado por Héctor Noguera, Sigrid Alegría, Felipe Braun y Mariana Loyola.

## Argumento
La historia narra las aventuras de las primas Domínguez, que se ven seducidas por Gabriel Ortiz  (Felipe Braun), quien solo quería una revancha, pues su joven novia Bárbara Urrutia (Sigrid Alegría) lo dejó para involucrarse con Julián Domínguez (Héctor Noguera), abuelo de las jóvenes primas. Sin embargo, el afán de venganza de Gabriel no solo era por Bárbara, sino que por un hecho de su pasado que lo involucra con Julián. Estas bellas amazonas irán cediendo a sus encantos y poco a poco, una de ellas, Camila Risopatrón (Mariana Loyola), irá enamorándose perdidamente de él sin sospechar el afán de venganza de su amor imposible.
Otra historia paralela, cuenta la vida de una de las hijas de Julián, Antonia Domínguez (Maricarmen Arrigorriaga), la cual está casada hace más de 30 años con Guillermo García (Alex Zisis), un psicólogo prestigioso con el cual han formado la familia perfecta con sus dos hijas, Matilde (Claudia Burr) y Ana María (Carolina Varleta), sin embargo, ahora reaparece un antiguo amor de esta mujer, Gonzalo Cifuentes (Alejandro Castillo); el cual está de pareja con otra de las hijas de Julián, Regina Domínguez (Esperanza Silva), también resulta ser el padre de su hija mayor Matilde. Gonzalo es jefe de Matilde, y poco a poco ella irá viendo en él a una potencial pareja perfecta, lo cual se verá truncado por su madre Antonia, la cual impedirá su relación contándole la verdad a Gonzalo sobre su paternidad. Además de eso, Santiago Cifuentes (Matías González), hijo de Gonzalo deja embarazada a la hermana menor de Matilde, Ana María, la cual permanece angustiada y busca desesperadamente una solución, incluso, aceptar a Ramón Urrutia (Nicolás Poblete) como padre para el bebé que espera, repitiendo la historia de Antonia.
Además de ellos, también están los Donoso Domínguez, dentro de los cuales, el matrimonio de Marcos Donoso (Cristián Campos), Valeria Domínguez (María Izquierdo), otra hija de Julián, y sus tres hijos, Tania (María José Prieto), Cecilia (Aranzazú Yankovic) y Nicolás (César Sepúlveda), se ha visto desgastado en todo ámbito, y Marcos cae tentado ante su nueva asistente, Paula Sandoval (Katty Kowaleczko), la cual logra seducirlo y que finalmente Valeria se entere de la verdad. Esto quiebra a todo el clan Donoso Domínguez y de paso, Marcos decide irse con Paula, enterándose después de que Paula sufre una grave enfermedad: cáncer. Además de esto, una de las hijas de los Donoso Domínguez, Cecilia (Aranzazu Yankovic), se ha casado con un joven italiano, Angelo Visconti (Daniel Alcaíno) el cual desea tener familia, pero ella no quiere, lo cual generará conflictos serios.
Por otro lado, Gabriel sostendrá una tormentosa relación con Dominga (Paulina Urrutia), una inteligente mujer que se dejó seducir por este y dejó todo de lado por estar junto a él, incluso a su novio, y se convertirá en su asistente personal.
Así, todas estas historias, entre otras, irán tejiendo una red de conflictos, dramas, amores, pero sobre todo, tentaciones.

## Reparto
- Héctor Noguera como Julián Domínguez
- Sigrid Alegría como Bárbara Urrutia
- Felipe Braun como Gabriel Ortiz
- Mariana Loyola como Camila Risopatrón
- Diego Muñoz como Vicente Urrutia
- Cristián Campos como Marco Donoso
- María Izquierdo como Valeria Domínguez
- Esperanza Silva como Regina Domínguez
- Maricarmen Arrigorriaga como Antonia Domínguez
- Liliana Ross como Sofía Stewart
- Claudia Burr como Matilde García
- María José Prieto como Tania Donoso
- Carolina Varleta como Ana María García
- Nicolás Saavedra como Enzo Visconti
- Berta Lasala como Giovanna Garino
- Rodrigo Bastidas como Renato Miranda
- Katty Kowaleczko como Paula Sandoval
- Alejandro Castillo como Gonzalo Cifuentes
- Alex Zisis como Guillermo García
- Paulina Urrutia como Dominga Jiménez.
- Daniel Alcaíno como Angelo Visconti
- Aníbal Reyna como Pietro Visconti
- Aranzazú Yankovic como Cecilia Donoso
- Carlos Díaz como Flavio Torres
- Paula Valdivieso como Susana Donoso
- Catherine Mazoyer como Raffaella Visconti
- Romeo Singer como Víctor Infante
- Marcela Medel como Milagros Yáñez
- Catalina Olcay como Esperanza Yáñez
- Sergio Silva como Arturo Figueroa
- Gloria Laso como Elena Canales
- Pedro Villagra como Claudio Urrutia
- Teresa Munchmeyer como Rosario Cabellos
- Nicolás Poblete como Ramón Urrutia
- Matías González como Santiago Cifuentes
- César Sepúlveda como Nicolás Donoso
- José Jiménez como Martín Urrutia
- Simone González como Javiera Donoso

## Equipo técnico
- Productor ejecutivo y director general: Herval Abreu
- Autor: Sebastián Arrau
- Libretista: Sebastián Arrau
- Productora general: Cecilia Ramírez
- Director(es): Eduardo Pinto, Roberto Rebolledo
- Productor: Javier Rubio

## Banda sonora
- Javiera Parra - Tú eres mi tentación
- Franco de Vita - Tú de qué vas
- Miguel Bosé - Vagabundo
- La Oreja de Van Gogh - La paz de tus ojos
- Ricardo Montaner - Yo puedo hacer
- Obie Bermúdez - Me cansé de ti
- Pandora  - Todo se derrumbó
- Jorge Drexler - Fusión
- Pablo Herrera - No sé qué hacer con ella
- Álex Ubago - Dame tu aire
- Magdalena Matthey - Volantín de fuego
- Gianluca Grignani - Mi historia entre tus dedos
- Yahir - Si te encontrara tras cien años
- Julieta Venegas - Algo está cambiando
- Alejandro Lerner - Después de ti
- Luis Fonsi - Por ti podría morir
- Belinda - Princesa
- Aleks Syntek & Ana Torroja - Duele el amor
- Alexandre Pires - Quitémonos la ropa
- Manuel Mijares - Besar tu boca
- Carlos Vives - Como tú

## Emisión internacional
- Estados Unidos: Latinoamérica Televisión.
- Ecuador: TC Televisión.
- Panamá: TVN Panamá.